# Tidlösa
Tidlösa (Colchicum autumnale L.) är en flerårig löklik växt som tillhör familjen tidlöseväxter. Tidlösa kännetecknas av att själva blomningen inte tar vid förrän bladen vissnat bort på hösten. Tidlösa kallas, troligen på grund av detta växtsätt, även för nakna jungfrun. 

## Biologi och utbredning
Växten blir 10 till 30 cm hög och blommar från september till oktober med bleklila blommor bestående av 6 elliptiska lanslika flikar. Tre till fem blad, brett elliptiska, blankt gröna utvecklas på våren. Frökapseln är två till fem centimeter omvänt äggrund. Växten är ytterst giftig, giftet finns i hela växten men mest i fröna. 
Tidlösan är sällsynt förvildad, men trivs på öppen, näringsrik mark. Den kan återfinnas på fuktängar, vägrenar och gräsmattor. Dess utbredning i Norden är mycket sporadisk med några områden i sydöstra Sverige, östra Norge och sydöstra Danmark. Ursprungligen kommer den från Centraleuropa, Vitryssland och Ukraina.

## Giftighet och användning
Hela växten innehåller bland annat den mycket giftiga alkaloiden colchicin, ett cellgift. Dess verkan är lömsk, precis som arsenik, och ger symptom på förgiftning först 2–6 timmar efter att det intagits. Växten har också fått öknamnet "vegetabilisk arsenik" för att dess verkan liknar arsenikens. Dödlig dos av ett frö eller knöl är för en vuxen 4 g, för ett barn cirka 1,5 g. Av det rena colchicinet kan så lite som 7 mg vara tillräckligt. Förgiftningen visar sig genom sveda i mun och svalg, synbesvär, magsmärtor, illamående med kraftiga uppkastningar och behov av att kasta vatten. Efter 12–24 timmars förlopp uppträder en smärtande kolik, blodig och slemmig diarré, blodig urin och smärtsamma sammandragningar av blåsan (liknande symptom som vid kolera).
Läkemedlet kolkicin som används vid bland annat giktbehandling utvinns från tidlösan och dess släktingar. Det används också vid studier av kromosomer då det stör normal celldelning.